# Angelo Borrelli
Angelo Borrelli   (Santi Cosma e Damiano, 18 de novembre de 1964) és un alt càrrec del govern italià, Cap de la Protecció Civil des del 2017. Graduat en Economia i Comerç a la Universitat de Cassino, va aterrar el 2002 en el Departament de la Protecció Civil que va acabar dirigint el 2017. Va tenir funcions importants en emergències com els terratrèmols de l'Aquila el 2009 i en el d'Amatrice, el 2016. El 2000 va entrar a l'Oficina Nacional pel Servei Civil. El 2002 va ser fixat executiu del Departament de Protecció Civil, el cos de govern de Itàlia que tracta la predicció, prevenció i administració d'esdeveniments excepcionals. Del 2010 al 2017 va servir com a Adjunt al Cap de Protecció Civil i, quan Fabrizio Curcio va dimitir, el Primer ministre Paolo Gentiloni el va fixar com a Cap de Protecció Civil. En la pandèmia del Covid 19 del 2020 va comparèixer cada dia per informar del balanç de contagis i víctimes mortals pel coronavirus a Itàlia i va formar part del comitè d'experts que assessora el Govern de Giuseppe Conte en la fase de desescalada.